# Leo Feldt

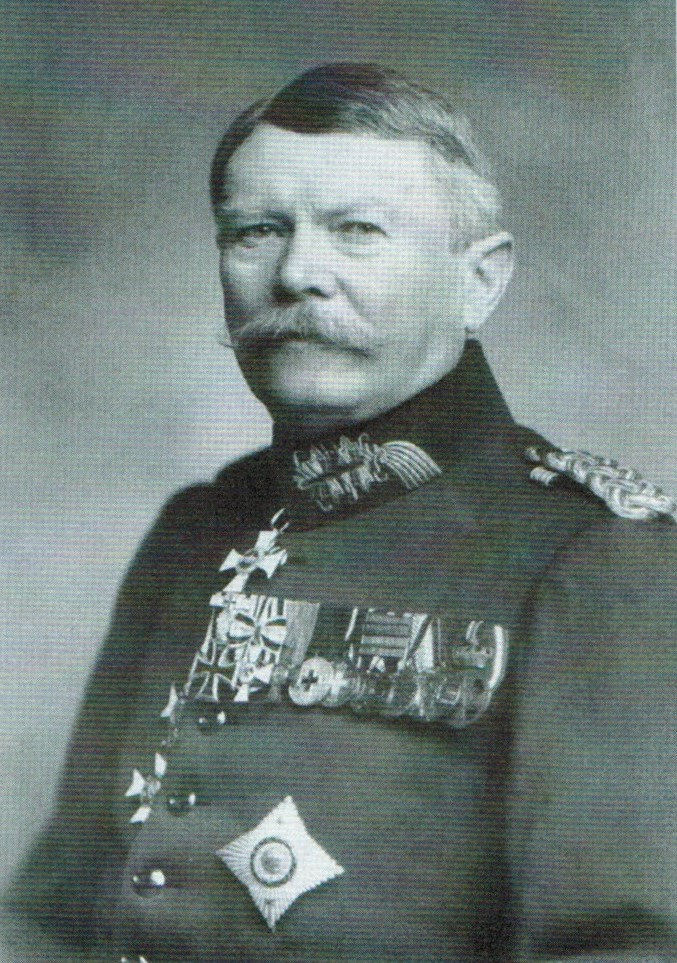
Generalmajor z.D. Leo Feldt 1917 als Korpsbezirksdelegierter der Freiwilligen Krankenpflege im Bereich des XI. Armee-Korps in Kassel

Leo August Dietrich Appolinar Feldt (* 11. November 1846 in Braunsberg (Ostpr.); † 21. Juni 1928 in Kassel) war ein preußischer Generalmajor.

## Leben
Leo Feldt wurde als Sohn eines Geheimen Regierungsrates und Professors am katholischen Lyceum Hosianum im ostpreußischen Braunsberg geboren. Nach dem Abitur am Königlichen Gymnasium zu Braunsberg begann er 1866 ein Studium der Rechtswissenschaften an der Albertus-Universität in Königsberg, wo er seit 1866 Mitglied der Burschenschaft Germania war. Im September 1869 legte er am Kreisgericht Braunsberg sein Referendarexamen ab und begann im Anschluss seinen Wehrdienst als Einjährig-Freiwilliger im Ostpreußischen Jäger-Bataillon Nr. 1 der Preußischen Armee.
In diese Zeit fiel der Beginn des Deutsch-Französischen Krieges. Als Fähnrich und Sekondeleutnant nahm Feldt unter anderem an den Schlachten von Colombey, Noisseville und Amiens teil und wurde mit dem Eisernen Kreuz II. Klasse ausgezeichnet. Unter dem Eindruck des Krieges beschloss Feldt Berufssoldat zu werden. Feldt heiratete 1878 und hatte sechs Kinder. 
In seiner Zeit als Berufsoffizier avancierte Feldt zum Experten für Nachschub. Nach einer Verwendung als Kompaniechef im 2. Großherzoglich Hessischen Infanterie-Regiment (Großherzog) Nr. 116 wurde Feldt Ende März 1890 unter Beförderung zum Major in den Nebenetat des Großen Generalstabes versetzt. Ende Januar 1893 erfolgte seine Ernennung zum Eisenbahnlinien-Kommissar in Königsberg. Im Mai 1895 trat Feldt mit der Versetzung als Bataillonskommandeur im Grenadier-Regiment „König Friedrich der Große“ (3. Ostpreußisches) Nr. 4 in den Truppendienst zurück, avancierte ein Jahr später zum Oberstleutnant und wurde zur Dienstleistung bei der Eisenbahn-Abteilung des Großen Generalstabes kommandiert. Unter Stellung à la suite seines Regiments war Feldt mit dem Rang eines Regimentskommandeurs ab März 1897 Eisenbahnlinien-Kommissar in Danzig, stieg Ende November 1898 zum Oberst auf und wurde mit dem Roten Adlerorden III. Klasse mit der Schleife ausgezeichnet. In Genehmigung seines Abschiedgesuches wurde Feldt am 4. Juni 1901 mit Pension und der Berechtigung zum Tragen seiner Uniform zur Disposition gestellt und ihm kurz darauf der Kronen-Orden II. Klasse verliehen.
Nach seiner Verabschiedung erhielt Feldt im Januar 1910 die Rote Kreuz-Medaille II. Klasse und 1913 den Charakter als Generalmajor.
Zwei seiner Söhne fielen im Ersten Weltkrieg, in dem er selbst nicht mehr eingesetzt wurde.